# Didier Mouly
Pour les articles homonymes, voir Mouly.
Didier Mouly, né le 11 mai 1951 à Béziers (Hérault) et mort le 8 octobre 2023 à Montredon-des-Corbières (Aude), est un avocat et homme politique français.
Il est maire de Narbonne de 2014 à 2023, et président de la communauté d'agglomération du Grand Narbonne du 15 juillet 2020 à sa mort.

## Biographie
Didier Mouly est le fils de Geneviève Gairaud et d'Hubert Mouly, maire de Narbonne de 1971 à 1999, il est également le frère cadet de Christian Mouly, avocat et juriste. Durant sa jeunesse il étudie à la Faculté de droit et de science politique de Montpellier où il obtient une licence en droit.

### Carrière politique

#### Première élection à la mairie de Narbonne
Didier Mouly se présente aux élections municipales à Narbonne en 2014, à la tête d'une liste sans étiquette considérée comme divers-droite. Il obtient 27,13 % des votes au premier tour puis 45,19 % des votes au second tour, ce qui lui permet d'être élu maire de Narbonne. Il bénéficie au second tour du retrait de la liste UMP-UDI et du report des voix de droite pour battre le maire sortant Jacques Bascou, arrivé en tête au premier tour avec 33,6 % des votes.
Lors de cette élection, le maire sortant dépose un dossier de recours en vue de l'annulation de l'élection municipale, recours rejeté par le tribunal administratif de Montpellier.
À la suite de son élection, Didier Mouly promet de mettre l'accent sur le développement de l'emploi, la sécurité, la vidéo-surveillance et l'arrêt de la hausse des impôts. Lors de cette première mandature, il cherche notamment à renforcer la coopération entre Narbonne et Béziers, ville dirigée par Robert Ménard,,.

#### Réélection à la mairie de Narbonne
Aux élections municipales de 2020, Didier Mouly se représente. Il est à la tête d'une liste divers-droite sous l'étiquette "Nouveau Narbonne", mouvement fondé par son père, (maire de Narbonne pendant 28 ans, de 1971 à 1999). Il obtient 34,63 % des votes au premier tour. Au second tour, il obtient 43,57 % lors d'une quadrangulaire marquée par la division de la gauche,.
À l'issue de cette élection, il déclare être "prêt à travailler avec tous les élus", et notamment avec Robert Ménard et Louis Aliot. Ces propos suscitent une vive réaction de Carole Delga, présidente de la région Occitanie. En mai 2021, ses comptes de campagne sont rejetés par le tribunal administratif.

### Autres mandats
À la suite des élections municipales, Didier Mouly est élu président de la communauté d'agglomération du Grand Narbonne le 15 juillet 2020. Il occupe cette fonction jusqu’à sa mort. À la suite de cet évènement son premier adjoint, Bertrand Malquier, lui succèdera en tant que nouveau maire de Narbonne mais également en tant que président de la communauté d'agglomération du Grand Narbonne.

### Mort
Didier Mouly décède à Montredon-des-Corbières le 8 octobre 2023 des suites d'un cancer des poumons,.